# Ахун

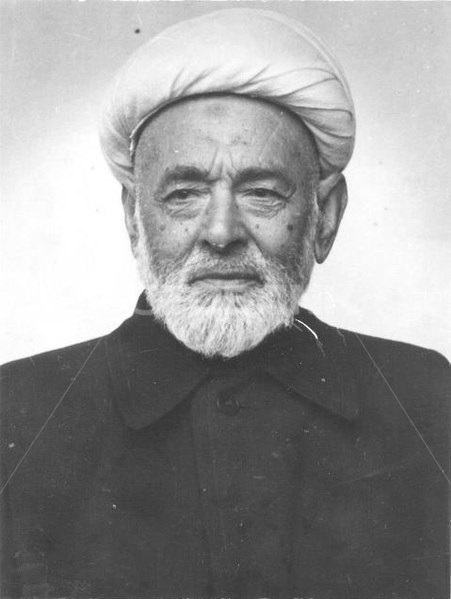
Ахунд Ага Ализаде, первый шейхульислам Азербайджанской Демократической Республики

Ахунд (азерб. Axund; перс. آخوند‎), ахун — в Азербайджане, Иране, Бухарском ханстве и Российской империи звание мусульманского учёного высшего разряда, аналог арабского кади. До 1788 года ахунды являлись главами духовенства даруг (областей) и городских общин и именно через них царские власти взаимодействовали с имамами. Три первых муфтия ОМДС также ранее были ахундами. Должность ахундов зачастую была связана с конкретным родом и (или) регионом. Так, первый приход Уфы и должность ахунда города были традиционно связаны с выходцами с Нижегородчины.
До середины XIX века княжество Сват (на территории современной Северо-Западной пограничной провинции Пакистана) управлялось тамошними ахундами, среди которых самым знаменитым был Абдул Гафур (Abdul Ghafur) (1794—1877). Его известность по всему Среднему Востоку и проистекающий отсюда интерес к нему среди британской публики, сочетающиеся со скудностью знаний о нём и его горном княжестве, получили отражение в известном стихотворении Эдуарда Лира «Akond of Swat» («Ахунд из Свата»).
Этим же словом «ахун» (кит. 阿訇, иногда 阿衡, 阿洪; пиньинь: āhōng) именуют своих имамов уйгуры и китайские мусульмане (хуэйцзу, дунгане).
«Ахун» (узб. охун) также узбекское название ферганских уйгуров.